# Humphreys County, Mississippi
Humphreys County är ett administrativt område i delstaten Mississippi, USA. År 2010 hade countyt  9 375 invånare. Den administrativa huvudorten (county seat) är Belzoni.

## Geografi
Enligt United States Census Bureau har countyt en total area på 1 116 km². 1 082 km² av den arean är land och 34 km² är vatten.

### Angränsande countyn
- Sunflower County - nord
- Leflore County - nordost
- Holmes County - öst
- Yazoo County - syd
- Sharkey County - sydväst
- Washington County - väst